# Черчилль (Монтана)
Черчилль (англ. Churchill) — переписна місцевість (CDP) в США, в окрузі Ґаллатін штату Монтана. Населення — 1030 осіб (2020).

## Географія
Черчилль розташований за координатами 45°45′0″ пн. ш. 111°18′37″ зх. д. / 45.75000° пн. ш. 111.31028° зх. д. (45.749951, -111.310256).  За даними Бюро перепису населення США в 2010 році переписна місцевість мала площу 9,20 км², уся площа — суходіл.

## Демографія
Згідно з переписом 2010 року, у переписній місцевості мешкали 902 особи в 330 домогосподарствах у складі 241 родини. Густота населення становила 98 осіб/км².  Було 347 помешкань (38/км²).
Расовий склад населення:
| - 98,6 % — білих - 0,7 % — корінних американців - 0,2 % — азіатів |

До двох чи більше рас належало 0,3 %. Частка іспаномовних становила 4,2 % від усіх жителів.
За віковим діапазоном населення розподілялося таким чином: 28,3 % — особи молодші 18 років, 51,4 % — особи у віці 18—64 років, 20,3 % — особи у віці 65 років та старші. Медіана віку мешканця становила 41,0 року. На 100 осіб жіночої статі у переписній місцевості припадало 98,7 чоловіків;  на 100 жінок у віці від 18 років та старших — 89,2 чоловіків також старших 18 років.
Середній дохід на одне домашнє господарство  становив 67 765 доларів США (медіана — 58 500), а середній дохід на одну сім'ю — 71 871 долар (медіана — 63 889). За межею бідності перебувало 4,6 % осіб, у тому числі 9,4 % дітей у віці до 18 років та 0,0 % осіб у віці 65 років та старших.
Цивільне працевлаштоване населення становило 483 особи. Основні галузі зайнятості: освіта, охорона здоров'я та соціальна допомога — 21,9 %, роздрібна торгівля — 18,0 %, будівництво — 9,5 %, виробництво — 8,1 %.